# Rosita Mauri

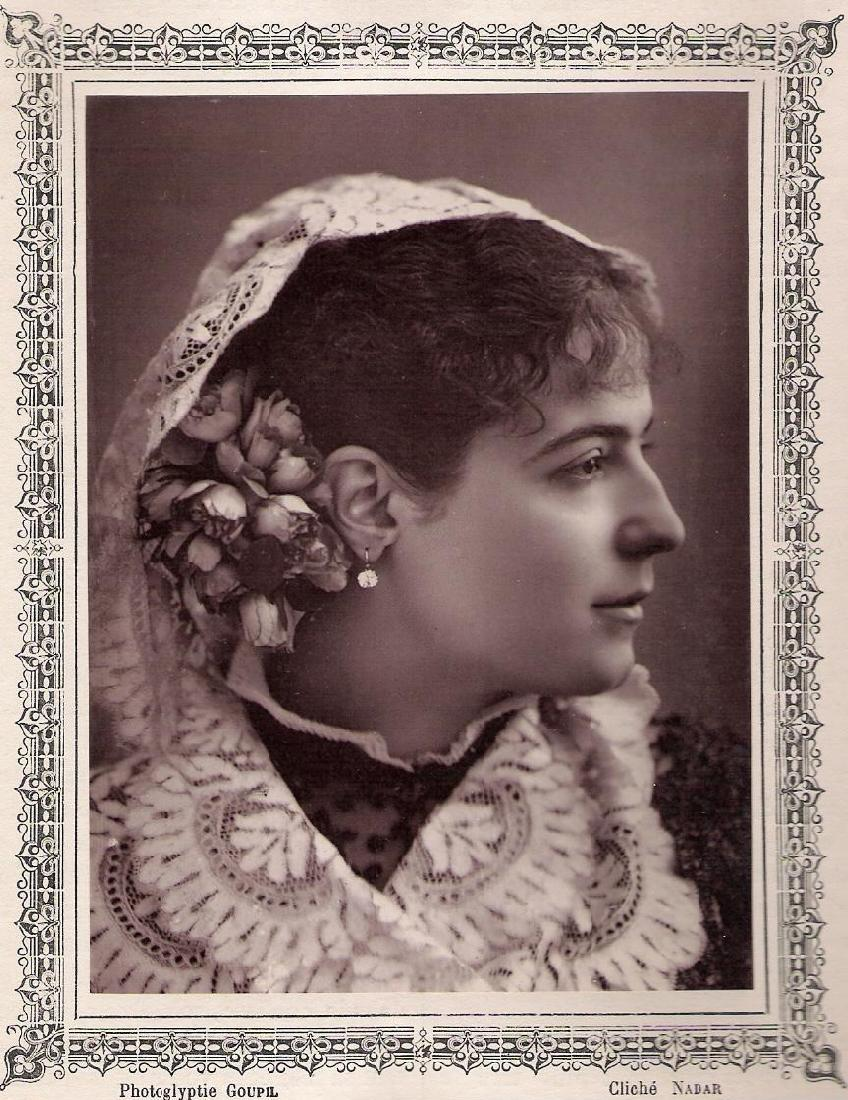
Rosita Mauri, 1881, Fotografie von Nadar

Rosita Mauri (* 15. November 1856 in Reus; † 3. Dezember 1923 in Paris; eigentlich Roseta Isabel Armanda Mauri i Segura) war eine spanische Tänzerin und Tanzlehrerin. Nach ersten Erfolgen in Barcelona trat sie an führenden Opernhäusern Europas auf und stand ab 1878 als Primaballerina in der Pariser Oper auf der Bühne. Sie inspirierte zahlreiche Künstler ihrer Zeit und stand namhaften Bildhauern und Malern Modell. Ihr zu Ehren ist die staatliche Ballettschule Kataloniens und der Tanzpreis ihrer Geburtsstadt benannt.

## Leben
Roseta Isabel Armanda Mauri i Segura kam 1856 in Reus zur Welt. Ihr Vater war selbst Tänzer und arbeitete als Choreograf am Gran Teatre del Liceu in Barcelona. Er förderte früh die tänzerische Begabung seiner Tochter und gab ihr ersten Ballettunterricht. Am Liceu erhielt Roseta Mauri um 1862 zudem von dem belgischen Tänzer und Choreograf Henri Dervine Unterricht. Bereits im Alter von neun Jahren hatte sie 1865 ihren ersten Auftritt im Teatre Principal in Palma de Mallorca. Im Folgejahr stand sie an der Seite von Vicente Moreno und Manuel Panadero erstmals im Teatre Principal von Barcelona auf der Bühne. Ihr erstes Auslandsgastspiel führte die außerhalb ihrer Heimat als Rosita Mauri auftretende Tänzerin 1870 an das Hamburgische Stadt-Theater. Über Paris, wo sie kurzzeitig bei Madame Dominique weiteren Unterricht erhielt, kehrte sie zurück nach Barcelona. Hier trat sie im Ballett La Hija del Aire (Die Tochter der Luft) nach einem Schauspiel von Pedro Calderón de la Barca auf und hatte großen Erfolg mit der Zarzuela Flama o La Filla del Foc. Ab 1871 war Rosita Mauri die Primaballerina des Teatre Principal, und es folgten Auftritte in den Ballettstücken Graziela und La Torera. Anschließend trat sie in der Saison 1872/73 an der Mailänder Scala auf. Nach ihrer Rückkehr nach Barcelona übernahm sie im Liceu Rollen in den Stücken Barba Azul (Blaubart) nach dem Märchen von Charles Perrault und Editta di Belcourt von Marià Obiols i Tramullas.

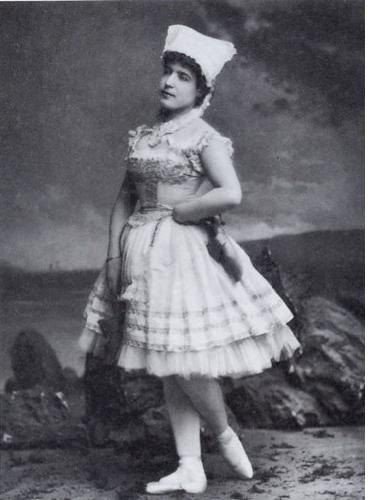
Rosita Mauri in La Korrigane, Postkarte um 1890

1875 begann Rosita Mauri eine ausgedehnte Europareise, die sie zunächst nach Berlin führte. An der dortigen Hofoper Unter den Linden tanzte sie vor Kaiser Wilhelm I. und erhielt ein Angebot zur festen Mitgliedschaft im Ensemble des Hauses, das sie jedoch ablehnte. Ihre nächste Station war das Teatro Comunale in Triest, gefolgt vom Hof-Operntheater in Wien. Nach weiteren Engagements in Rom und am Teatro Regio in Turin, kehrte sie nach Barcelona zurück. 1877 holte sie der Komponist Charles Gounod, der Rosita Mauri zuvor in Mailand auf der Bühne gesehen hatte, nach Paris und überzeugte die Leitung der Pariser Oper, die Tänzerin zu engagieren. Ihr Debüt im Palais Garnier gab sie 1878 als Venus in Gounods Polyeucte und wurde im selben Jahr Primaballerina der Pariser Oper. In der Folgezeit inspirierte sie zahlreiche Künstler. Dazu gehörten Maler wie Edgar Degas, der Rosita Mauri mehrfach in ihren Bühnenrollen malte. Anders Édouard Manet, dessen um 1879 entstandenes Gemälde Bildnis der Tänzerin Rosita Mauri Rosita Mauri im privaten Umfeld zeigt. Er hatte die Tänzerin durch seinen Schulfreund Antonin Proust kennengelernt, mit dem Rosita Mauri eine längere Liebesbeziehung hatte. Sowohl Proust wie auch Mauri porträtierte später auch der schwedische Maler Anders Zorn. Darüber hinaus schufen die Maler Pierre-Auguste Renoir, Ludovic-Napoléon Lepic, Léon Bonnat und Léon-François Comerre Porträts von Rosita Mauri, und sie stand den Bildhauern Denys Puech, Laurent Marqueste und Eusebi Arnau Modell.

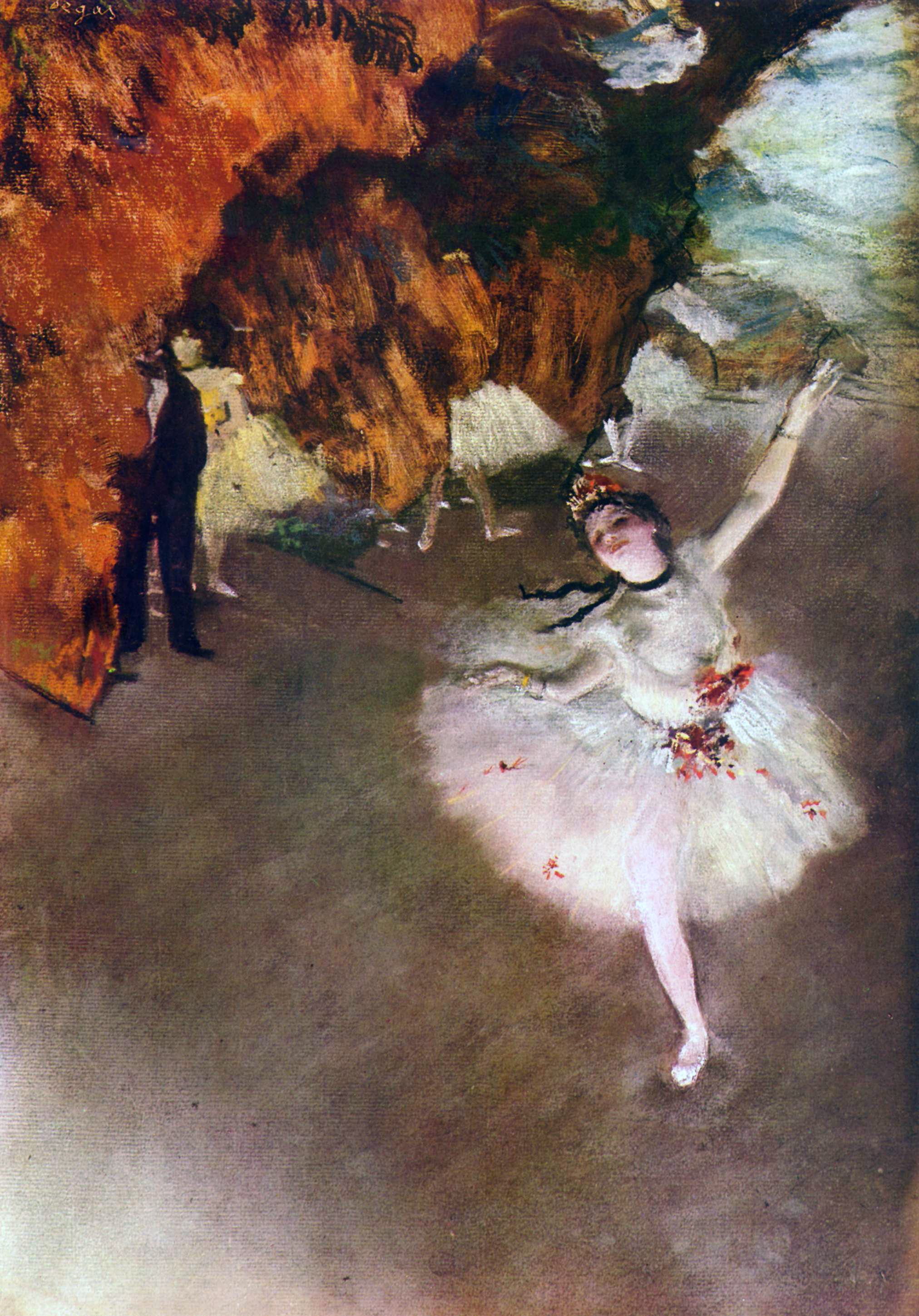
Edgar Degas: Ballet – l’étoile (Rosita Mauri), um 1878, Musée d’Orsay, Paris
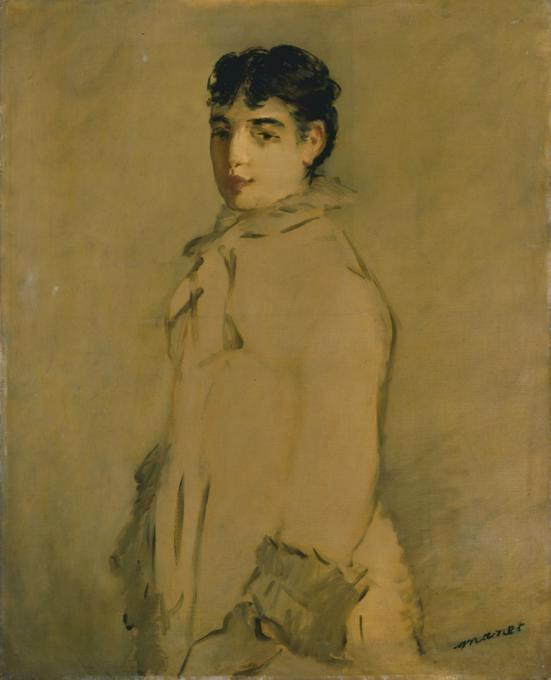
Édouard Manet: Bildnis der Tänzerin Rosita Mauri, um 1879, Puschkin-Museum, Moskau
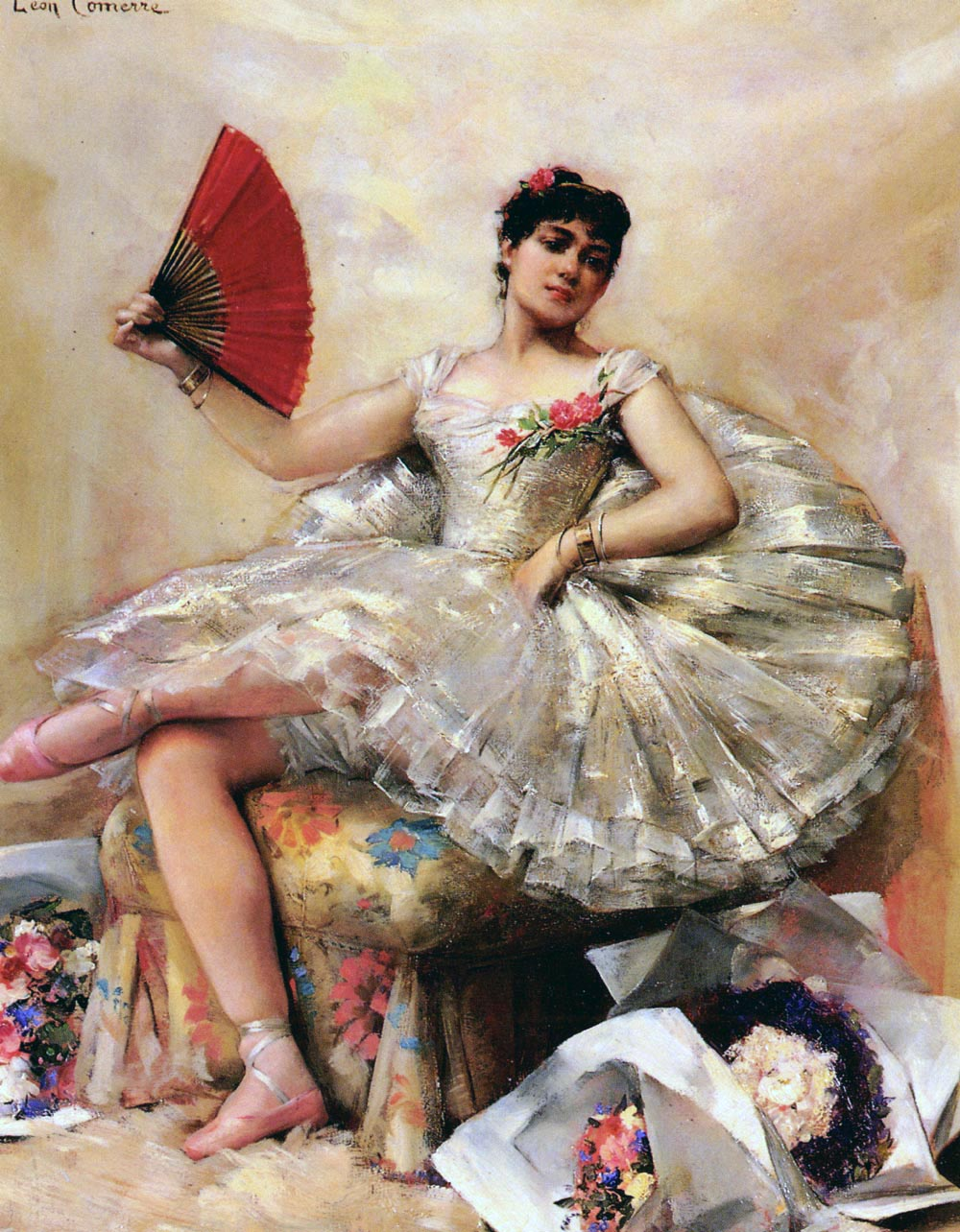
Léon-François Comerre: Portrait de la Ballerine Rosita Mauri, Privatsammlung
Anders Zorn: Bildnis der Tänzerin Rosita Mauri, 1888, Göteborgs Konstmuseum

Der Schriftsteller François Coppée schrieb für sie das Ballett La Korrigane, das 1880 mit der Musik von Charles-Marie Widor in der Choreografie von Louis Mérante uraufgeführt wurde. Coppée folgte Jules Massenet, der speziell für Rosita Mauri in seine Oper El Cid von 1885 ein Ballettstück einbaute. 1886 trat sie in der Hauptrolle von André Messagers Les Deux Pigeons auf, wo sie der Dichter Stéphane Mallarmé bewunderte. Weitere Rollen hatte sie in La Farandole von Théodore Dubois, in La tempête von Ambroise Thomas und in La Maledetta von Paul Vidal. 1894 löste sie Carlotta Zambelli als Primaballerina an der Pariser Oper ab. Rosita Mauri beendete ihre Ballettkarriere 1897 in L’Etoile von André Wormser. Danach arbeitete sie bis 1920 als Tanzlehrerin an der Pariser Oper. Sie starb 1923 und wurde auf dem Cimetière Montparnasse bestattet. Seit 1978 trägt die staatliche Tanzschule der Generalitat de Catalunya den Namen La Escuela de danza Rosita Mauri. Ihre Geburtsstadt Reus richtet seit 2002 den Tanzwettbewerb Premi internacional de dansa Roseta Mauri zu ihren Ehren aus.